# Малайська мова
Мала́йська мо́ва (малай. Bahasa Melayu) — одна з австронезійських мов (малайсько-полінезійська гілка, західне відгалуження). Поширена на острові Суматра, півострові Малакка, на прибережних районах острова Калімантан, а також на деяких дрібніших островах.
Починаючи з раннього середньовіччя, малайська мова використовувалася як мова міжетнічного спілкування і міжнародних зв'язків у всьому ареалі малайської «прибережної цивілізації» (Малайський архіпелаг, півострів Малакка, узбережжя Індокитаю і Нової Гвінеї), була мовою поширення ісламу і християнства. Малайською мовою існує багата література різних жанрів — як місцева, так і перекладна.
Перші пам'ятки малайської мови — написи на камінні на островах Суматра і Банка (VII століття); письменність складова південноіндійського типу (див. індійська писемність). Сильно модифіковані форми індійської писемності, які називаються «каганга» і «ренчонг», збереглися в окремих районах Суматри.
З XIV століття разом з ісламом поширюється видозмінена арабська писемність «джаві». З XIX століття швидко поширюється латиниця — в Індонезії вона була кодифікована на початку XX століття, а в Малайзії і Сінгапурі — після 1957 р.
Малайська мова державна в Малайзії, Брунеї, Сінгапурі (в Сінгапурі поряд з англійською, китайською і тамільською), а також в Індонезії, де вона називається індонезійською мовою (Bahasa Indonesia). В 1972 р. для усіх варіантів 1971 року була запроваджена єдина система писемності на основі латиниці і максимально уніфіковані правила орфографії.
У Малайзії в 1969 р. було спроба запровадити назву «малайзійська мова» (Bahasa Malaysia), але починаючи з 1990-х років спостерігається повернення до традиційної назви «малайська мова» (Bahasa Melayu).

## Зразок
Переклад «Заповіту» Т. Г. Шевченка малайською мовою (переклала Мерилін Мазен): 
WASIAT
Bila aku mati, semadikanlah
aku di pusara
di tengah tanah tinggi
di tanah tumpah darahku, Ukraine
agar ladang yang luas
dan arus Dniepr yang mengerah ke kuala
boleh kulihat, boleh kudengar, deru sang sungai
yang berasal dari Ukraine
mengalir ke laut biru yang terbuka
darah si musuh…..ialu aku, tinggaikan bukit dam tanah subur itu
dan datang kepada tuhan yang maha esa
berdoa…..yang sebelum itu
bukan ku tahu siapa Tuhan
Semadikanlah dan berdirilah
remukkan rantai yang berat itu
dan cairkanlah darah kejam itu
capailah kemerdekaan
dan aku, dalam keluarga yang besar
dalam keluarga yang bebas dan baru
dengan bisikan yang lembut
jangan pula dilupai